# Arisaema jacquemontii
Arisaema jacquemontii är en kallaväxtart som beskrevs av Carl Ludwig von Blume. Arisaema jacquemontii ingår i släktet Arisaema och familjen kallaväxter. Inga underarter finns listade.